# Santi Sergio e Bacco al Foro Romano
Santi Sergio e Bacco al Foro Romano ou Igreja dos Santos Sérgio e Baco no Fórum Romano era uma igreja de Roma, Itália, localizada no rione Campitelli, dentro do Fórum Romano e demolida ainda no século XVI. Era dedicada aos Santos Sérgio e Baco.
A igreja era sede da diaconia dos Santos Sérgio e Baco, suprimida em 1589.

## História
Nas fontes antigas aparece com o cognome "sub Capitolio" ou "retro Capitolium". O Liber Pontificalis atesta suia construção, obra do papa Gregório III (r. 731–741), sobre os restos de um antigo oratório. O edifício, que ficava apoiado no Arco de Sétimo Severo, logo se arruinou e foi restaurado pelo papa Adriano I, ainda no século VIII. Depois, a igreja foi recebeu belas e ricas doações de sucessivos papas. No século XV, novamente estava arruinada e acabou sendo demolida definitivamente no século XVI.
Há registros de que a igreja teria conseguido a posse de metade do Arco de Sétimo Severo em 1195, que passou então a ser compartilhado. O pilar norte e as salas no topo pertenciam a uma família nobre local, que fortificou o local e construiu uma torre de vigia no alto do arco. O pilar sul fazia parte da igreja, à qual estava ligado por meio de uma porta e que supostamente teria construído um campanário no alto do arco, provavelmente uma confusão com a torre de vigia já mencionada (vide o desenho de Marten Heemskerk, de 1536, que mostra o campanário ao lado da igreja). A igreja era utilizada pela guilda dos açougueiros de Roma.
Segundo Mariano Armellini, o evento ocorreu no ano de 1536, por ocasião da visita do imperador Carlos V. Segundo ele, em 1534, o papa Paulo III criou uma nova via — que serviria como rota triunfal para o imperador em sua visita — que partia do Capitólio, atravessava o Fórum passando pelo Arco de Sétimo Severo e seguia até o Arco de Tito, que na época era o portão para os domínios da família Frangipani, no monte Palatino. Para isso, foram demolidas duzentas casas e, aparentemente, quatro igrejas, incluindo Santi Sergio e Bacco. Uma avenida de olmos foi plantada e a área aberta pelas demolições foi utilizada para criar um mercado de gado (o Campo Vaccino). Christian Hülsen, liga o translado das relíquias dos santos Felicíssimo e Agapito e da cabeça de São Vicente, o que permite supor que, nesta data, a igreja ainda estava sendo oficiada, ainda que já muito arruinada. Estas relíquias foram depois transladadas para Santa Maria della Consolazione. Depois da demolição, os açougueiros mudaram para Santa Maria della Quercia.
Restos da fundação e da abside foram revelados durante as escavações na região em 1812, mas foram destruídos antes que pudessem ser devidamente documentados.